# Forte (hudební projev)

Označení v partituře

Forte (italsky: silný, hlasitý), je termín používaný v hudbě k označení určité intenzity zvuku, tedy jeho určité nuance (jemný rozdíl, odstín). V partituře se označuje písmenem f. Je opakem piana (italsky:měkký, tichý)
Intenzita označená forte je větší než u mezzoforte a menší než u fortissima. V partituře se objevuje jako zkratka pod notovou osnovou a přesně pod notou, kde tato dynamika začíná.
Skladba se od tohoto okamžiku hraje forte, dokud se neobjeví nový dynamický indikátor. Tyto nuance se užívají od klasicismu (2. polovina 18. století), aby interpret dosáhl provedení blízkého skladatelově představě.
Z toho odvozená označení jsou:
- fortissimo (ff), velmi silně

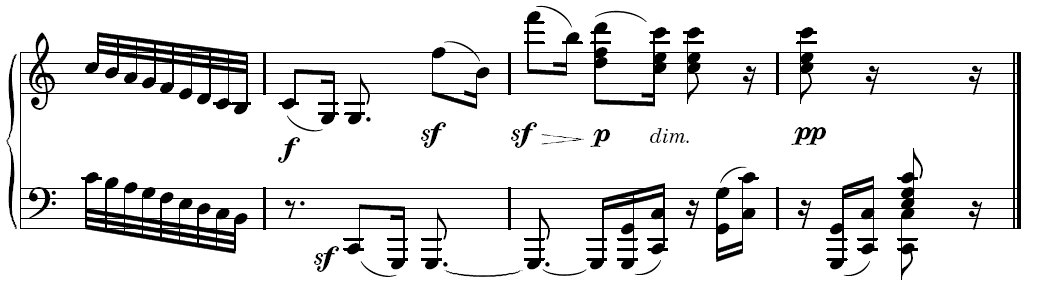
Příklad partitury

- fortefortissimo (fff), nanejvýš silně
- mezzoforte (mf), středně silně
- fortepiano (fp), hlasitě a hned zase tiše

Termín forte se ve smyslu určení hlasitosti poprvé objevuje koncem 16. století, Je to v sonátě Sonata pian' eforte od Giovanniho Gabrieli, 1597).
Přibližně od 18. století se někdy přidávají pozměňující slova jako poco (něco), molto (velmi), più (více), meno (méně), kvazi (téměř), possibile (pokud možno).
V novější hudbě se forte vyskytuje až v pětinásobném zvýšení fffff (Petr IljičČajkovskij: šestá symfonie).
V případě vícemanuálových klávesových nástrojů (varhany) mohou být  různé manuály vyžadovány prostřednictvím forte i piano.